# Landbouwsubsidie

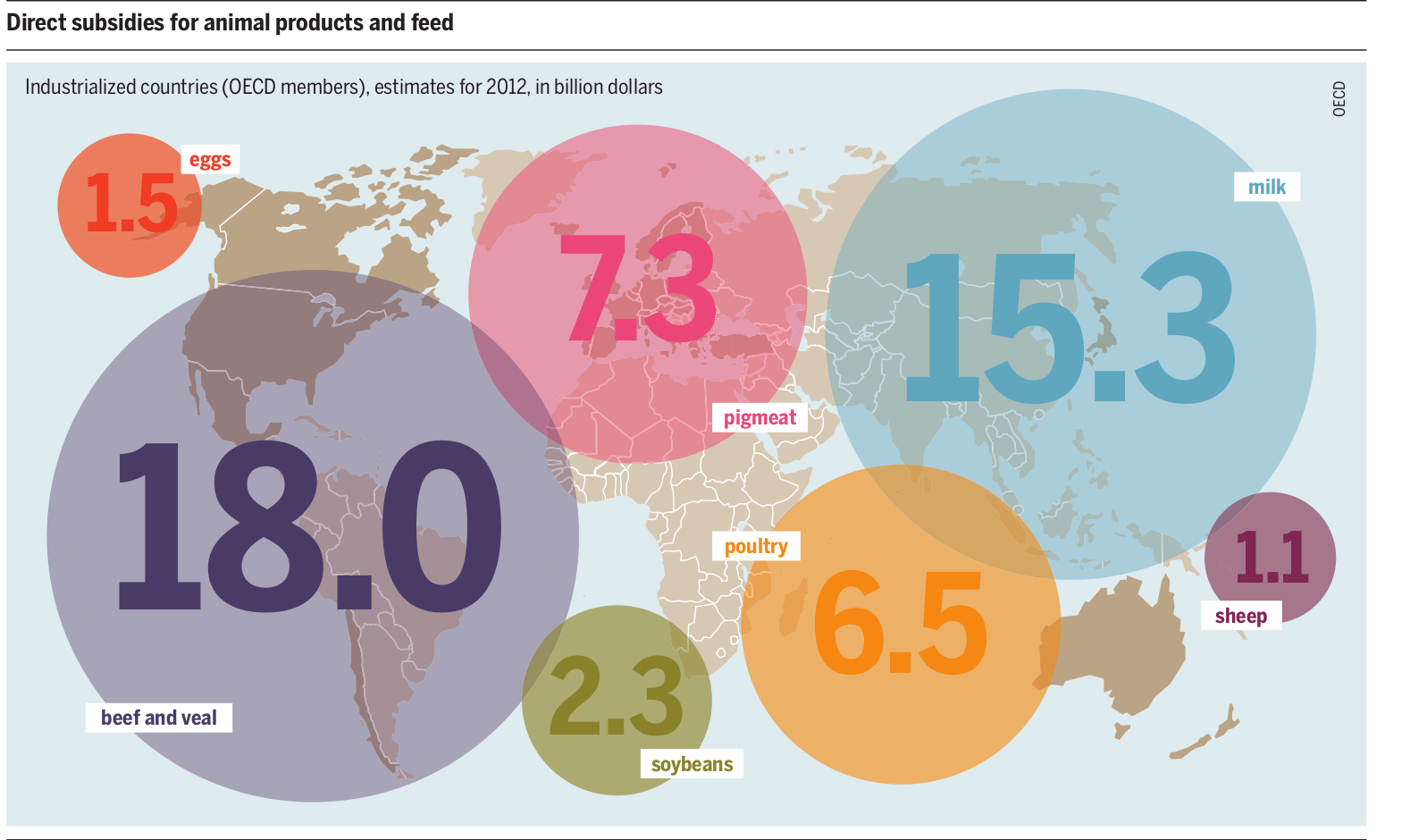
Meat Atlas 2014 - Europese Landbouwsubsidies

Een landbouwsubsidie is een overheidssubsidie die wordt overgedragen aan boeren om hun inkomen te verhogen en de internationale landbouwmarkt te beïnvloeden. Basislandbouwproducten als graan, maïs, katoen, melk, suiker en tabak worden vaak gesubsidieerd.
Een land kan ervoor kiezen de landbouwsector te subsidiëren om daarmee de voedselvoorziening veilig te stellen in geval van oorlog of boycots door andere landen. Zonder de subsidies zou de landbouwsector in veel landen verdwijnen omdat economisch gezien de productie altijd plaats zal vinden op de plaats waar dat het goedkoopst kan en er dus een comparatief voordeel is. Veel critici zien subsidies als oneerlijk omdat boeren dankzij die subsidies niet winstgevend hoeven te zijn, in tegenstelling tot veel bedrijven in ontwikkelingslanden.
Voorbeelden van overheden die de landbouw subsidiëren zijn de Europese Unie (Gemeenschappelijk landbouwbeleid), de Verenigde Staten en Japan. In Zwitserland, Noorwegen, Zuid-Korea, IJsland en Japan is de landbouw zelfs nog meer afhankelijk van steun dan in de Europese Unie.

## Kritiek
De Organisatie voor Economische Samenwerking en Ontwikkeling (OESO) plaatst al jaren kritische kanttekeningen bij landbouwsubsidies, deels vanuit algemene economische principes, omdat prijsinterventies de markt verstoren, maar ook met het oog op verschuivingen in de sector als geheel: 
- de voortschrijdende liberalisering van de markt
- het effect van besparingen in de nationale begrotingen
- de toenemende concentratie van de productie
- de gewijzigde consumentenvoorkeur, in de richting van verwerkt voedsel
- de mogelijkheden en risico's van biotechnologie
- het stijgend belang van e-commerce
- het groeiend aandeel van niet-OESO landen op de markt
- de toenemende bezorgdheid over prijs- en inkomensschommelingen, voedselveiligheid, dierenwelzijn en voedselzekerheid.[2]